# Обуховское сельское поселение (Свердловская область)
Обуховское сельское поселение — муниципальное образование в составе Камышловского муниципального района Свердловской области России. Административный центр — село Обуховское.

## География
Муниципальное образование «Обуховское сельское поселение» расположено на западе Камышловского района. На севере граничит с Галкинским сельским поселением, на юге — с Калиновским и на востоке — с Зареченским сельским поселением. Административный центр МО «Обуховское сельское поселение» — село Обуховское, расположен от районного центра города Камышлов на расстоянии 7 км. По территории поселения  протекает река Пышма и её притоки Большая и Малая Калиновка. Леса занимают около 50 % территории. Через поселение  проходит автодорога федерального значения «Екатеринбург-Тюмень» и  автодорога «Камышлов-Сухой Лог».

## История
Обуховское сельское поселение образовано в соответствии с Областным законом Свердловской области от 25.10.2004 года №145-ОЗ «Об установлении границ вновь образованных муниципальных образований, входящих в состав муниципального образования Камышловский район и наделении их статусом сельского поселения» с 1 января 2006 года.

## Население
| 2010  | 2011  | 2012  | 2013  | 2014  | 2015  | 2016  |
| ----- | ----- | ----- | ----- | ----- | ----- | ----- |
| 5262  | ↗5272 | ↘5212 | ↘5099 | ↗5115 | ↗5170 | ↗5177 |
| 2017  | 2018  | 2019  | 2020  | 2021  | 2023  |       |
| ↗5192 | ↘5164 | ↘5103 | ↘5041 | ↘4578 | ↗4586 |       |

## Состав сельского поселения
| №  | Населённый пункт | Тип населённого пункта       | Население |
| -- | ---------------- | ---------------------------- | --------- |
| 1  | Борисова         | деревня                      | ↗81       |
| 2  | Володинское      | село                         | ↘90       |
| 3  | Захаровское      | село                         | ↘549      |
| 4  | Козонкова        | деревня                      | ↘3        |
| 5  | Кокшарова        | деревня                      | ↘248      |
| 6  | Кокшаровский     | посёлок                      | ↘21       |
| 7  | Колясникова      | деревня                      | ↘76       |
| 8  | Котюрова         | деревня                      | ↘35       |
| 9  | Куваева          | деревня                      | ↘63       |
| 10 | Маяк             | посёлок                      | ↘64       |
| 11 | Мостовая         | деревня                      | →0        |
| 12 | Обуховское       | село, административный центр | ↘2309     |
| 13 | Октябрьский      | посёлок                      | ↘571      |
| 14 | Шилкинское       | село                         | ↘86       |
| 15 | Шипицина         | деревня                      | ↘382      |

## Органы управления
Согласно Уставу поселения, избирается Дума из 10 депутатов, оперативное руководство осуществляет глава поселения.
Глава муниципального образования «Обуховское сельское поселение» Верхорубов Владимир Иванович

## Символика
Герб и флаг утверждены Решением Думы МО «Обуховское сельское поселение» от 29.12.2008 г. № 200 и направлены на внесение в Государственный геральдический регистр. Официальное описание:
Герб
В поле, скошенном начетверо лазурью и зеленью над лазоревой оконечностью, поверх границ — золотой кубок о двух ручках, заполненный серебром, из которого выходит таковая же лилия; в нижней лазоревой части поля, образованной делением и оконечностью, кубок сопровожден по сторонам серебряными подковами, каждая двумя шипами вверх. Щит увенчан золотой муниципальной короной установленного образца.
Флаг
Полотнище с отношением ширины к длине 2:3, состоящее из синей полосы вдоль нижнего края в 1/4 полотнища и основной части, разделенной по диагоналям на четыре части, равные по площади: вверху и внизу — синие (без выделения границы с синей полосой), по сторонам — зеленые; посередине полотнища желтым и белым цветами воспроизведен кубок с геральдической лилией, а по сторонам от подставки кубка белым цветом воспроизведены две подковы. Обратная сторона аналогична лицевой.